# От Авен
От Авен (фр. Haute-Avesnes) је насељено место у Француској у региону Север-Па де Кале, у департману Па де Кале.
По подацима из 2011. године у општини је живело 413 становника, а густина насељености је износила 104,03 становника/km².

## Демографија
| 1962. | 1968. | 1975. | 1982. | 1990. | 2011. |
| ----- | ----- | ----- | ----- | ----- | ----- |
| 227   | 247   | 309   | 405   | 413   | 413   |